# Opaltongrassluiper
De opaltongrassluiper (Amytornis rowleyi) is een zangvogel uit de familie Maluridae (elfjes).

## Verspreiding en leefgebied
Deze soort komt voor in centraal Queensland.

## Status
De opaltongrassluiper komt niet als aparte soort voor op de lijst van het IUCN, maar is daar een ondersoort van de witkeelgrassluiper (A. r. rowleyi).